# Municipio de Collier (Arkansas)
El municipio de Collier (en inglés: Collier Township) es un municipio ubicado en el condado de Greene en el estado estadounidense de Arkansas. En el año 2010 tenía una población de 377 habitantes y una densidad poblacional de 8,66 personas por km².

## Geografía
El municipio de Collier se encuentra ubicado en las coordenadas 35°59′53″N 90°30′6″O / 35.99806, -90.50167. Según la Oficina del Censo de los Estados Unidos, el municipio tiene una superficie total de 43.55 km², de la cual 42,79 km² corresponden a tierra firme y (1,75 %) 0,76 km² es agua.

## Demografía
Según el censo de 2010, había 377 personas residiendo en el municipio de Collier. La densidad de población era de 8,66 hab./km². De los 377 habitantes, el municipio de Collier estaba compuesto por el 93,63 % blancos, el 0,8 % eran afroamericanos, el 2,65 % eran amerindios y el 2,92 % eran de una mezcla de razas. Del total de la población el 0,27 % eran hispanos o latinos de cualquier raza.